# Paweł I (biskup Bizancjum)
Paweł I (zm. 350) – arcybiskup Konstantynopola w latach 337–339, 341–342, 346–350. 

## Życiorys
Pochodził z Tesaloniki. Jest czczony jako święty, jego wspomnienie jest 6 sierpnia. 